# Thermocyclops inversus
Thermocyclops inversus är en kräftdjursart som först beskrevs av Andreas Kiefer 1936.  Thermocyclops inversus ingår i släktet Thermocyclops och familjen Cyclopidae. Inga underarter finns listade i Catalogue of Life.